# Naworth Castle

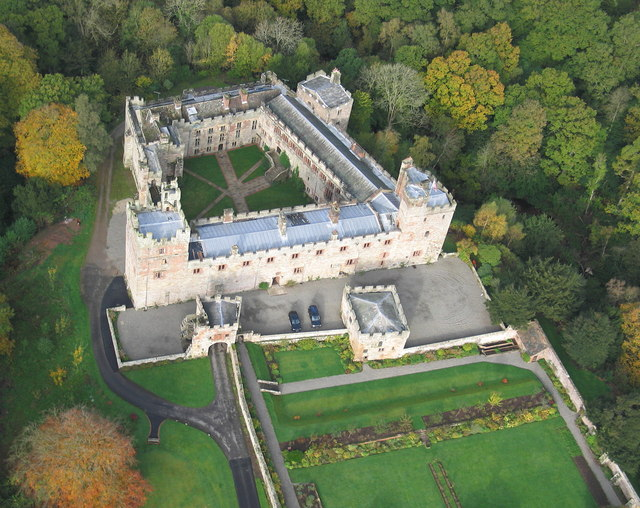
Naworth Castle

Naworth Castle är ett slott nära Brampton i Cumbria, England.
Slottet som har anor från 1300-talet, ägdes länge av familjen Dacre. I början av 1600-talet kom det genom gifte till earlerna av Carlisle, en gren av familjen Howard. Det ägs idag av Philip Howard, bror till George Howard, 13:e earl av Carlisle.